# 台灣淘米
台灣淘米科技公司，原名異想數位娛樂股份有限公司，於2010年1月更名改為「台灣淘米」，2012年10月成立917play娛樂平台。目前代理美國王島娛樂，以及中國大陆上海淘米網路、第七大道科技、上海星果網路、福州天盟数码、武汉聚网科技等公司的部分遊戲。
台灣淘米的前身為異想數位娛樂，初期代理爭霸Online，於2008年12月代理摩爾莊園，並與網站摸摸耳小遊戲合作，將遊戲發佈於該站。之後便有許多網站採取此模式配合摩爾莊園推廣知名度，使得摩爾莊園短時間內在台灣迅速竄紅。隨著異想數位科技轉型成台灣淘米之後，原代理之爭霸Online停止營運，並關閉異級棒網站的內容。
公司更名為台灣淘米後，開始代理賽爾號、小花仙等遊戲，並代理其他遊戲公司的遊戲（如彈彈堂、庫庫馬力等），並積極與眾多廠商合辦活動或贊助，以及周邊商品的積極推出和活動的大量舉辦，讓台灣淘米獲得大量營收。
後來，台灣淘米成立917play娛樂平台，遊戲年齡層主要在青少年與成人，與台灣淘米平台主打的兒童為主要年齡層不同，目前已經代理多款遊戲。
2016年1月，成立就醬玩H5Play遊戲平台，經營以HTML5運行的遊戲。

## 歷史
2007年12月27日，異想數位娛樂股份有限公司在經濟部商業司辦理登記成立，為台灣淘米的前身。隔年5月取得《爭霸Online》台灣代理權，並於12月取得《摩爾莊園》台港澳代理權。
2009年11月13日，台灣淘米科技股份有限公司由開曼群島 ELYN CORPORATION 轉投資核准，並登記成立，與異想數位的董事長為同一人。隔年1月8日，宣布取得《賽爾號》台港澳代理權，並舉行公測。1月26日，異想數位將旗下遊戲《摩爾莊園》代理權移交給台灣淘米、另一款遊戲《爭霸Online》則停止營運；2月16日，異想數位辦理結束登記。並於2011年5月3日解散並清算完結。
2010年10月，台灣淘米宣布，旗下淘米網平台取得《彈彈堂》台港澳代理權；12月取得《小花仙》台港澳代理權。2011年3月，台灣淘米與康軒文教事業合作開發《淘米小博士》的問答機制遊戲；6月於淘米網平台取得《功夫派》台港澳代理權；8月開放互動性網站《米米王國》；10月則宣布取得《魔鬪學園101》（英文：Wizard 101，曾譯為《魔法101》）台港澳代理權；12月與上海淘米合作，推出社群網站《米米校巴》，並取得遊戲《摩爾鬥鬥》台港澳代理權。
2012年，台灣淘米在遊戲、電影、卡通、新平台等業務皆有所發展。遊戲方面，淘米網於2月至7月間，分別取得《賽爾號2》、《庫庫馬力》、《夢想島》、《瘋狂戰機》、《美食大戰老鼠》、《忍影世界》等遊戲的台港澳代理權。電影方面與上海淘米合作，結合旗下遊戲，於2月推出電影《賽爾號之尋找鳳凰神獸》、7月推出《賽爾號大電影2 雷伊與邁爾斯》於全台灣14家影城上映。卡通方面，與淘米動畫公司購買播映權，4月取得同名卡通《摩爾莊園卡通第一季》、8月取得《賽爾號第一季》播映權，並於東森幼幼台播映。平台方面，7月開放音樂共享平台《樂樂網》；8月成立購物網站《米米福利社》；11月開始與新幹線、雲起及易遊網等進行聯運遊戲合作，成立《917play娛樂平台》，並於10月至12月間取得《泰坦之王》、《彈彈堂II》、《星曲》、《破道》、《創世槍神》等遊戲的聯合營運權。12月間，台灣淘米營運總部自新北市蘆洲區遷移至台北市中山區現址。
2013年5月，台灣淘米股份轉移，由原開曼群島ELYN持有之股份，轉移至馬來西亞新設公司Playgame所有；同年8月辦理股票公開發行，並於9月2日核准登錄興櫃。並開拓手機遊戲領域，5月3日取得《賽爾號之鬥轉龍珠》台港澳代理權，但於10月31日結束營運。遊戲代理方面，淘米網於1月、2月、9月間分別取得《多克多比》、《庫庫飛車》、《新彈彈堂》台港澳代理權；917Play娛樂平台則於4月至8月間，取得《冒險奇航》、《秦美人》、《勇者之塔》、《百變兵團》、《武勝》的聯合營運權。不過同時也有部分產品結束營運，包括《米米福利社》、《庫庫馬力》、《庫庫飛車》、《瘋狂戰機》、《童話大戰》、《多克多比》、《普洛島》等遊戲。
2014年淘米網取得《熱血精靈派》、《勇士法則》台港澳代理權，及《激鬥棒球魂》、《七雄Q傳》聯合營運權。另外，917Play娛樂平台的《弒界碑》、《破道》、《大航海家》、《忍影世界》、《三國殺》、《勇者之塔》、《龍將2》等遊戲結束營運。11月則成立新的社群平台《圈圈網》，取代《米米校巴》與音樂共享平台《樂樂網》。
2015年6月曾推出點數平台《米樂町》並進行封測，但於9月起暫停所有功能，並未正式上線。917Play娛樂平台於3月至4月間，宣布取得《LoveDay》、《魔女戰記》代理權，8月宣布取得《疾風快打2：精靈戰役》代理權，並同時上線。但同年，手機遊戲《戰神將：神鬼憾風雲》、《LoveDay ~來自星星的戀情》、《Q靈三國：時空之役》、《猴哩戲：噬血宿命》，淘米網《美食大戰老鼠》、《魔鬪學園101》、《約瑟傳說》、《熱血精靈派》，917Play娛樂平台《秦美人》、《約瑟傳說》、《動物大暴走》、《創世槍神》等遊戲關閉伺服器、結束營運。
2016年，台灣淘米仍致力發展新平台就醬玩H5Play，主力為手機遊戲市場，並宣布取得《摩擦三國》、《小小騎士團》、《後宮三國》、《暴走主公》代理權。917Play娛樂平台也於1月、2月間取得《惡靈獵人》、《波斯之刃》、《納尼亞守護者》聯合營運權，10月則關閉旗下遊戲《冒險奇航》。淘米網《熱血精靈派》、《功夫派》亦於同年1月8日結束營運，2月結束《勇士法則》營運。
2018年5月，淘米網宣布取得《奧奇傳說》台灣地區代理權。

## 營運產品

### 遊戲

#### 台灣淘米平台
| 遊戲名稱          | 介紹                               | 分級       | 封測日期                                  | 公測/開放日期              | 終止營運日期               | 形式 | 地區   | 製作公司                          |
| 爭霸Online        |                                    |            |                                           | 2008年8月21日              | 2010年2月                  | 代理 | 台灣   | 杭州傲天科技有限公司              |
| 摩爾莊園          | 全台最大兒童網上樂園               | 普→護      | 不刪檔：2008年12月24日                    | 2008年12月30日             |                            | 代理 | 台港澳 | 上海淘米網絡科技                  |
| 賽爾號            | 亞洲第一艘兒童太空探險虛擬飛船     | 護         | 不刪檔：2010年1月15日                     | 2010年1月29日              |                            | 代理 | 台港澳 | 上海淘米網絡科技                  |
| 台灣淘米彈彈堂    | 超Q、超可愛的射擊遊戲              | 輔12       | 不刪檔：2010年10月29日                    | 2010年11月5日              |                            | 代理 | 台港澳 | 第七大道科技有限公司              |
| 小花仙            | 因應花博所推出                     | 普→護→輔12 | 不刪檔：2010年12月24日                    | 2010年12月31日             |                            | 代理 | 台港澳 | 上海淘米網絡科技                  |
| 功夫派            | 第一兒童虛擬功夫世界               | 護         | 不刪檔：2011年6月10日                     | 2011年6月17日              | 2016年1月8日               | 代理 | 台港澳 | 上海淘米網絡科技                  |
| 魔鬪學園101       | 全台第一個3D魔法樂園               | 護         | 刪檔：2012年2月10日 不刪檔：2012年4月20日 | 2012年4月27日              | 2015年10月15日             | 代理 | 台港澳 | 王島娛樂                          |
| 摩爾鬥鬥          | 地球上最講究RP的遊戲，融合在校巴內 | 普         | 2011年2月21日開放                         | 2011年2月21日開放          | 2015年1月31日              | 代理 | 台港澳 | 上海淘米網絡科技                  |
| 約瑟傳說(賽爾號2) | 亞洲第二艘兒童太空探險虛擬飛船     | 護         | 不刪檔：2012年3月16日                     | 2012年3月23日              | 2015年6月1日               | 代理 | 台港澳 | 上海淘米網絡科技                  |
| 庫庫馬力          | 享受奔馳的快感，全力衝刺！         | 普         | 不刪檔：2012年5月11日                     | 2012年5月25日              | 2013年7月5日               | 代理 | 台港澳 | 上海星果網路科技公司              |
| 夢想島            | 3D橫版動作網頁遊戲                 |            | 刪檔：2012年6月                           | 未及公測，原廠即結束營運。 | 未及公測，原廠即結束營運。 | 代理 | 台港澳 | 福州天盟数码有限公司              |
| 瘋狂戰機          | 勇闖天空聖地，主宰世界霸主         | 普         | 不刪檔：2012年7月13日                     | 2012年7月20日              | 2013年7月5日               | 代理 | 台港澳 | 上海华启網路科技                  |
| 忍影世界          |                                    | 輔15       | 不刪檔2012年7月27日                       | 2012年8月3日               | 2014年6月30日              | 代理 | 台港澳 | 聚英堂網路                        |
| 美食大戰老鼠      |                                    | 護         | 不刪檔：2012年8月10日                     | 2012年8月17日              | 2014年12月29日             | 代理 | 台港澳 | 上海江游信息科技有限公司          |
| 多克多比          | 亞洲首款2.0互動兒童遊戲            | 護         | 不刪檔：2013年1月18日                     | 2013年2月1日               | 2013年12月27日             | 代理 | 台港澳 | 武汉聚网科技有限公司              |
| 庫庫飛車          | 全力衝刺！                         | 普         | 2013年2月1日開放                          | 2013年2月1日開放           | 2013年7月5日               | 代理 | 台港澳 | 上海星果網路科技公司              |
| 童話大戰          | 拯救惡搞童話，與我並肩作戰！       | 輔12       | 2013年6月24日開放                         | 2013年6月24日開放          | 2013年11月12日             | 聯運 | 台港澳 | 弘煜科技                          |
| 淘米新彈彈堂      | 多人在線Q版休閒網頁遊戲            | 輔12       | 2013年10月4日開放                         | 2013年10月4日開放          | 2017年7月（時間待查）      | 代理 | 台港澳 | 第七大道科技有限公司              |
| 激鬥棒球魂        | 一款以三國為主題的棒球卡牌遊戲     | 護         | 2014年1月22日開放                         | 2014年1月22日開放          |                            | 聯運 | 台港澳 | 卡坦科技 （页面存档备份，存于）   |
| 熱血精靈派        | 多精靈陣型戰鬥網頁遊戲             | 護         | 刪檔：2014年4月18日                       | 2014年4月25日              | 2016年1月8日               | 代理 | 台港澳 | 上海淘米網絡科技                  |
| 七雄Q傳           | Q版策略網頁遊戲                    | 護         | 2014年9月26日開放                         | 2014年9月26日開放          | 2015年7月27日              | 聯運 | 台港澳 | 北京漫遊谷 （页面存档备份，存于） |
| 勇士法則          | 橫向即時制網頁遊戲                 | 護         | 刪檔：2014年10月31日                      | 2014年11月13日             | 2016年2月1日               | 代理 | 台港澳 | 上海義樂信息科技                  |
| 砲砲坦克          |                                    | 護         | 刪檔：2016年11月15日                      | 2014年11月24日             |                            | 代理 | 台港澳 |                                   |
| 奧奇傳說          | 同熱血精靈派                       | 護         | 刪檔：2018年6月12日                       | 2018年6月15日              | 2019年8月31日              | 代理 | 台灣   | 广州百田信息科技有限公司          |

#### 917play娛樂平台
該平台的所有遊戲均與其他遊戲廠商聯運。
| 遊戲名稱     | 介紹                                           | 分級 | 封測日期                                  | 公測/開放日期  | 終止營運日期          | 形式 | 地域   | 代理／發行商                         |
| 三國殺       | 用IQ殺出一片天！                               | 輔12 |                                           |                | 2014年6月30日         | 聯運 | 台港澳 | 遊戲新幹線                           |
| 普洛島       | 超萌2D休閒動作遊戲                             | 護6  | 2013年1月4日                              | 2013年1月4日   | 2013年12月27日        | 聯運 | 台港澳 | 遊戲新幹線                           |
| 弒界碑       | 誰能成為三界霸主？等你來挑戰！                 | 輔15 | 2013年1月4日                              | 2013年1月4日   | 2014年3月31日         | 聯運 | 台港澳 | 遊戲新幹線                           |
| 美食大戰老鼠 | 2012最佳塔防休閒遊戲                           | 護   |                                           |                | 2014年12月29日        | 聯運 | 台港澳 | 台灣淘米                             |
| 星曲         | 魔幻戰鬥，首創QTE系統!                         | 輔15 | 2012年10月26日                            | 2012年10月26日 |                       | 聯運 | 台港澳 | 台灣易遊網路                         |
| 泰坦之王     | 簡單好上手，快來玩!                            | 輔15 | 不刪檔：2012年9月28日                     |                | 2014年10月1日         | 聯運 | 台港澳 | 歡樂派Funmily （页面存档备份，存于） |
| 彈彈堂3      | 超萌系寵物，等你來領養!                        | 輔12 | 2012年10月19日                            | 2012年10月19日 |                       | 聯運 | 台港澳 | 第七大道                             |
| 破道         | 不斷歷煉，等你來挑戰!                          | 輔12 | 2012年11月23日                            | 2012年11月23日 | 2014年4月1日          | 聯運 | 台港澳 | 歡樂派Funmily                        |
| 大航海家     | 戰商海‧貿易經營                                | 護   | 2013年3月8日                              | 2013年3月8日   | 2014年4月27日         | 聯運 | 台港澳 | 京誠數位                             |
| 熱血三國II   | 過關斬將，誰敢與俺一戰!                        | 護   |                                           |                | 已關閉（時間待查）    | 聯運 | 台港澳 | 華義國際                             |
| 創世槍神     |                                                | 護   | 2012年12月                                | 2012年12月     | 2015年12月1日         | 聯運 | 台港澳 | 歡樂派Funmily／EXE Games             |
| 勇者之塔     | 與夥伴並肩作戰一起冒險 !                       | 輔12 | 2013年5月24日                             | 2013年5月24日  | 2014年6月30日         | 聯運 | 台港澳 | 優勢領航科技／G妹遊戲                |
| 秦美人       | 王者盛宴‧美人相陪                              | 輔12 |                                           |                | 2015年5月21日         | 聯運 | 台港澳 | 優勢領航科技／G妹遊戲                |
| 冒險奇航     | 成為海賊王，航向熱血新世界!                    | 輔15 | 2013年4月12日                             | 2013年4月12日  | 2016年10月26日        | 聯運 | 台港澳 | 松崗科技                             |
| 百變兵團     | 射上天‧找樂子                                  | 輔15 | 刪檔：2013年7月12日 不刪檔：2013年7月22日 | 2013年7月26日  | 持續營運中            | 聯運 | 台港澳 | 三珠數碼軟件開發(上海)有限公司       |
| 龍將2        | 爭霸天下，逐鹿中原                             | 輔12 |                                           |                | 2014年6月30日         | 聯運 | 台港澳 | G妹遊戲                              |
| 蒸汽之城     | 採用全 3D 畫面和原創音效，極盡真實重現當代背景 | 輔12 |                                           |                | 2015年10月14日 已關閉 | 聯運 | 台港澳 | 歡樂派Funmily                        |
| 武勝         | 爭霸天下，逐鹿中原                             | 輔12 | 2013年9月11日                             | 2013年9月18日  | 2015年5月25日         | 聯運 | 台港澳 | 台灣淘米                             |
| 反轉地下城   | 一同為了防止邪惡勢力復甦，展開刺激探險的旅程!  | 輔12 |                                           |                | 2015年10月1日         | 聯運 | 台港澳 | 星采數位                             |
| 古劍奇俠     | 憑藉聖劍打遍天下無敵手，過關斬將、斬妖除魔。   | 輔12 |                                           |                | 已關閉（時間待查）    | 聯運 | 台港澳 | 聯運廠商：台灣淘米                   |
| 巨龍啟示錄   | 在充滿驚奇與危險的神秘世界，為人類的存亡而戰。 | 輔12 |                                           | 2014年5月8日   | 2015年11月16日        | 聯運 | 台港澳 | 聯運廠商：台灣淘米                   |

#### 就醬玩H5Play
| 遊戲名稱       | 介紹                             | 分級 | 封測日期       | 公測/開放日期  | 終止營運日期  | 形式 | 地域   | 代理／發行商 |
| 摩擦三國       | 只需一手掌握整個三國             | 護6  | 2016年1月27日  | 2016年1月27日  |               | 代理 | 台港澳 |              |
| 小小騎士團     | 創造屬於你的時代！               | 護6  | 2016年3月23日  | 2016年3月23日  | 2018年6月28日 | 代理 | 台港澳 |              |
| 後宮三國       | 高自由度打造屬於你的名將！       | 輔12 | 2016年3月23日  | 2016年3月23日  |               | 代理 | 台港澳 |              |
| 爬塔三國       |                                  |      |                |                | 2017年6月30日 | 代理 | 台港澳 |              |
| 雲中歌         |                                  |      | 2016年4月27日  | 2016年4月27日  |               | 代理 | 台港澳 |              |
| 小鳥情人       |                                  |      | 2016年4月27日  | 2016年4月27日  |               | 代理 | 台港澳 |              |
| 鬼新娘         |                                  |      | 2016年7月20日  | 2016年7月20日  |               | 代理 | 台港澳 |              |
| 暴走主公       |                                  |      | 2016年12月21日 | 2016年12月21日 | 2017年3月7日  | 代理 | 台港澳 |              |
| 惡魔少爺別吻我 | 同名小說改編，劇情向戀愛換裝遊戲 |      |                |                |               | 代理 | 台港澳 |              |
| 仙劍奇俠傳     |                                  |      |                |                |               | 代理 | 台港澳 |              |
| 漫天花劍雨     |                                  |      | 2016年7月20日  | 2016年7月20日  |               | 代理 | 台港澳 |              |
| 穿越雲中歌     |                                  |      | 2016年6月1日   | 2016年6月1日   |               | 代理 | 台港澳 |              |

#### 手機平台
包含淘米網及917play旗下的手機遊戲。	
| 遊戲名稱                                       | 介紹                                         | 分級   | 封測日期                                  | 公測/開放日期                             | 終止營運日期   | 形式 | 地域   | 製作公司                                  |
| 賽爾號之鬥轉龍珠                               | 拯救賽爾精靈                                 |        | Android：2013年5月23日 IOS：2013年6月20日 | Android：2013年5月23日 IOS：2013年6月20日 | 2013年10月31日 | 代理 | 台港澳 | 上海淘米                                  |
| 疾風快打：惡靈來襲                             | 惡靈來襲，膽小勿試                           | 3+     | Android：2014年4月29日                    | Android：2014年4月29日                    |                | 代理 | 台港澳 |                                           |
| 鬥戰神將：神鬼憾風雲                           | 一款卡牌策略手遊大作                         |        | Android：2014年7月11日                    | Android：2014年7月30日                    | 2015年4月15日  | 代理 | 台港澳 | 廣州指尖躍動網絡科技有限公司              |
| 動物大暴走                                     | Q 版射擊遊戲                                 | 3+     | Android：2014年7月22日                    | Android：2014年7月22日                    | 2015年6月30日  | 代理 | 台港澳 | 遊海遊戲股份有限公司                      |
| Q靈三國：時空之役 （页面存档备份，存于）       | 2014 首創全新即時戰鬥三國遊戲                |        | Android：2014年8月20日                    |                                           | 2014年11月13日 | 代理 | 台港澳 |                                           |
| LoveDay ~來自星星的戀情 （页面存档备份，存于） | 完全韓劇風格女性向戀愛遊戲                   | 未分級 | Android：2014年8月26日 IOS：2014年8月     | Android：2014年8月26日 IOS：2014年8月     | 2015年8月14日  | 代理 | 台港澳 | Andamul                                   |
| Dora的探險學園                                 | 兒童英語親子互動教學，分為寶寶版與小朋友版。 | 3+     | Android：2014年9月3日 IOS：2015年2月11日  | Android：2014年9月3日 IOS：2015年2月11日  |                | 代理 | 台港澳 | Nickelodeon、BlueArk Global Co.、台灣淘米 |
| 猴哩戲：噬血宿命 （页面存档备份，存于）        | 卡牌動作遊戲                                 | 12+    | Android：2014年12月8日                    | Android：2014年12月8日                    | 2015年11月16日 | 代理 | 台港澳 |                                           |
| LoveDay+ ：星光燦爛的季節                      | 深情乙女戀愛遊戲、完全韓劇風格女性向戀愛遊戲 | 未分級 | Android：2015年3月4日 IOS：2015年3月4日   | Android：2015年3月4日 IOS：2015年3月4日   | 2015年8月14日  | 代理 | 台港澳 | Andamul                                   |
| 魔女戰記 AlternaMagic （页面存档备份，存于）   | 自由拼湊策略對戰 RPG                         | 3+     | 不刪檔： Android：2015年4月30日           | Android：2015年7月31日 IOS：2015年7月31日 |                | 代理 | 台港澳 | HorizonLink                               |
| 疾風快打2：精靈戰役                            | 疾風快打續作，日系手遊動作冒險RPG            | 12+    | Android：2015年8月26日 IOS：2015年8月26日 | Android：2015年8月26日 IOS：2015年8月26日 |                | 代理 | 台港澳 |                                           |
| 天外英雄：天外ONLINE （页面存档备份，存于）    | 線上遊戲《天外 Online》改編                  | 12+    | Android：2015年12月2日 IOS：2015年12月2日 | Android：2015年12月2日 IOS：2015年12月2日 |                | 代理 | 台港澳 |                                           |
| 功夫熊貓3                                      |                                              |        | 2017年5月9日                              | 2017年5月18日                             | 2018年11月8日  |      |        |                                           |

### 其他
| 名稱                                   | 介紹                                                                    | 封測日期      | 開放日期      | 終止營運日期                            | 形式 | 地域     | 製作公司                  |
| 摩爾小博士                             | 一次5米幣                                                               | 2009年開放    | 2009年開放    | 2011年3月4日併入淘米小博士              | 自製 | 台港澳   | 異想數位娛樂→台灣淘米科技 |
| 淘米小博士                             | 原摩爾小博士，將其他淘米遊戲加入獎勵範圍                                | 2011年3月4日  | 2011年3月4日  | 已關閉                                  | 自製 | 台港澳   | 台灣淘米科技              |
| 摩爾小書僮                             | 一次5米幣                                                               | 2009年開放    | 2009年開放    | 已關閉                                  | 自製 | 台港澳   | 異想數位娛樂→台灣淘米科技 |
| 米米王國                               | 由flash構成的一個互動性網站                                             | 2011年8月開放 | 2011年8月開放 | 2012年2月，融入米米校巴                 | 自製 | 台港澳   | 台灣淘米科技              |
| 米米校巴                               | 類似當紅的社群網站臉書，內容為米米王國和大陆版淘米校巴                  | 2012年2月開放 | 2012年2月開放 | 2015年1月31日关闭，取而代之的是圈圈網。 | 代理 | 台港澳   | 上海淘米網絡科技          |
| 米米福利社                             | 可以購買台灣淘米遊戲的周邊商品及其他兒童商品，類似小型的Yahoo超級商城。 | 2012年4月11日 | 2012年8月6日  | 2013年1月21日                           | 自製 | 台灣地區 | 台灣淘米科技              |
| 樂樂網                                 | 可以在玩台灣淘米旗下遊戲時收聽音樂，須付費。目前僅支援摩爾莊園。        |               | 2012年7月2日  | 網頁導向至圈圈網                        | 合作 | 台港澳   | 樂樂數位科技股份有限公司  |
| 917play娛樂平台 （页面存档备份，存于） | 淘米成立的新遊戲平台。                                                  | 2012年10月    | 2012年10月    |                                         | 自製 | 台港澳   | 台灣淘米科技              |
| 淘米手機網                             | 台灣淘米推出的手機專用平台。                                            | 2014年7月開放 | 2014年7月開放 |                                         | 自製 | 台港澳   | 台灣淘米科技              |
| 圈圈網                                 | 類似於臉書的社群網站，取代米米校巴。                                    | 2014年11月    | 2014年11月    | 已關閉                                  | 自製 | 台港澳   | 台灣淘米科技              |
| 米樂町                                 |                                                                         | 2015年6月15日 | 2015年7月24日 | 已關閉                                  | 自製 | 台港澳   | 台灣淘米科技              |

### 台灣淘米論壇
2010年12月16日，公告將由原台灣淘米代理的摩爾莊園、賽爾號、彈彈堂附設論壇合併為台灣淘米論壇，簡稱淘論，12月21日完成合併。
台灣淘米論壇是作為台灣淘米旗下所代理之遊戲而附設的討論區，以遊戲作為版塊區分，另設有類似於巴哈姆特場外休憩區的討論版。

### 電影
| 電影名稱                    | 介紹 | 上映日期      | 下檔日期      | 自製/代理 | 上映地區 | 製作公司             |
| 賽爾號之尋找鳳凰神獸        | 在公元2110年，為了解決即將到來的能源危機，人類製造了賽爾機器人和宇宙能源探索飛行船賽爾號，去尋找傳說中由神祕精靈看守的無盡能源。 | 2012年2月3日  | 2012年2月17日 | 代理      | 台灣地區 | 上海淘米動畫有限公司 |
| 賽爾號大電影2：雷伊與邁爾斯 | 賽爾號發出召集令啦！全台灣的賽爾種子部隊集合！最強的賽爾號機器人大賽開打！傳說中的聖靈系王者首度現身！                           | 2012年7月27日 |               | 代理      | 台灣地區 | 上海淘米動畫有限公司 |
| 賽爾號大電影3：戰神聯盟     | | 2014年5月9日  | 2014年5月15日 | 代理      | 台灣地區 | 上海淘米動畫有限公司 |

### 動畫片
| 動畫名稱       | 介紹 | 分級 | 播映日期      | 結束日期 | 自製/購買 | 播出頻道       | 製作公司             |
| 摩爾莊園第一季 | 正義與邪惡的較量，庫拉的計劃能否成功，解救摩爾莊園的使命降落在誰的身上？                                      | 普   | 2012年4月9日  |          | 購買      | 台灣東森幼幼台 | 上海淘米動畫有限公司 |
| 賽爾號第一季   | 雖為次品機器人，但靠著努力和機遇成為優秀SPT隊員的賽小息，能否和卡璐璐和阿鐵打攜手並進，破除萬難？             | 普   | 2012年8月14日 |          | 購買      | 台灣東森幼幼台 | 上海淘米動畫有限公司 |
| 賽爾號第五季   | 賽小息等人，來到了巴斯星，因賽爾號動力系統受損，需要再巴斯星上停留3個月，到底在巴斯星上，又會遇到那些事件呢？ | 普   |               |          | 購買      |                | 上海淘米動畫有限公司 |

## 遊戲合作及周邊

### 大型活動
| 大型活動名稱                               | 地點                    | 主題             | 開始日期          | 結束日期      |
| 麼麼公主握手會                             | 台灣西部                | 摩爾莊園、賽爾號 | 2010年8月         | 2010年11月    |
| 摩爾莊園主題玩樂館                         | 台灣雲林 劍湖山世界     | 摩爾莊園、賽爾號 | 2011年1月27日     |               |
| 賽爾號特展－戰神聯盟動員令                 | 台灣台北市 華山文化園區 | 賽爾號           | 預計2012年6月22日 | 2012年9月30日 |
| 賽爾號主題展－燃燒吧!太空魂!宇宙英雄就是你 | 台灣台北市 新光三越A8   | 賽爾號           | 2013年3月22日     | 2013年4月2日  |

### 周邊商品

#### 摩爾莊園
- 摩爾莊園探險隊、月刊
- 摩爾莊園星座物語系列
- 摩爾時光寶盒圖鑑季刊
- 摩爾莊園小小說
- 摩爾莊園學習書、遊戲書、塗鴉日記、小學堂系列書
- 摩爾莊園卡片書、收集冊
- 摩爾莊園背包、護脊背包、便當袋
- 摩爾莊園室內拖鞋、室外拖鞋
- 摩爾莊園扭蛋
- 摩爾莊園公仔、造型紙公仔
- 摩爾莊園豪華小屋
- 摩爾莊園化妝手機組、美麗吹風組、家家酒組
- Smile Teddy X 摩爾莊園 T恤、網帽聯名款
- 摩爾莊園耳機
- 摩爾莊園壁貼
- 摩爾莊園魔術方塊鑰匙圈
- 摩爾莊園2012年曆手冊
- 摩爾莊園淘迷誌
- 摩爾莊園寶眼機

#### 賽爾號
- 賽爾號星際領航、特攻隊　　　　　　　　　　　　　　　　*賽爾英雄傳說、精靈傳說、英雄賽爾號
- 賽爾號科學漫畫
- 賽爾號益智遊戲書、數獨貼紙書、貼紙貼貼樂
- 賽爾號頂尖對決小貼畫、宇宙精靈小貼畫
- 賽爾號探索日誌
- 賽爾號精靈全角色大圖鑑
- 賽爾號競賽遊戲
- 賽爾號競技卡、精靈養成手冊
- 賽爾號壁貼
- 賽爾號耳機
- 賽爾號3D筆記本、3D書籤、3D卡貼
- 賽爾號拼圖、魔術方塊鑰匙圈
- 賽爾號2012年曆手冊
- 賽爾號戰鬥卡牌
- 賽爾號背包、護脊背包、便當袋
- 賽爾號冒險王
- 賽爾號IQ貼紙盒
- 賽爾號室內拖鞋、室外拖鞋
- 《賽爾號之尋找鳳凰神獸》DVD

#### 小花仙
- 小仙子星座血型書
- 小花仙花語故事集
- 小花仙塗ㄚ小繪本
- 小花仙冒險日誌
- 小花仙子心情記事
- 小花仙攻略

#### 功夫派
- 功夫派拼圖
- 功夫派室外拖鞋
- 功夫派搖桿
- 功夫派武林秘笈
- 功夫派攻略本
- 俠士手札

### 合作廠商

#### 中華民國
- 東森幼幼台
- 桂冠
- 康軒文教事業
- FamilyMart全家便利商店
- HiLife萊爾富
- OK便利店
- 樂天小熊
- SOGO百貨

#### 港澳
- 香港迪士尼樂園

## 爭議事件

### 台版摩爾莊園名次內定爭議
因摩爾莊園在台灣是代理的，從異想時期到台灣淘米時期，因每次的拉姆運動會、火神杯、旋風拉力賽等莊園競賽名次都與大陸版本相同，「名次」的問題備受玩家質疑。但直到2010年火神杯後，第一名與大陸版本不同。

### 公司更名爭議
公司更名時，於摩爾莊園官方網站跳出提示窗，稱因「異想數位娛樂中止代理」而由台灣淘米承接代理權。摩爾論壇（今台灣淘米論壇）上就因此出現抗議聲浪，玩家希望異想數位娛樂能夠繼續代理摩爾莊園遊戲，但在淘米的公司簡介中，提到了「台灣淘米科技股份有限公司，前異想數位娛樂，……」，證明了異想是台灣淘米的前身。

### 搶乳牛事件
官方在2010/04/14星期三早上於摩爾論壇（今台灣淘米論壇）發布4/16改版訊息中，有「搶一萬頭乳牛」的活動。但是在下午卻無預警地將該段撤下，引起大批玩家不滿，官方於隔天（2010/04/15）早上發表一篇解釋文章中，並向玩家道歉，才逐漸平息這場風波。事後恢復「搶牛」活動，但數量從原來公布的一萬隻變成三千隻。

### 2012年8月遊戲異常事件
2012年8月16日下午，台灣淘米的旗下遊戲（包括論壇、米米校巴、米米福利社）突然都出現異常情況，不能登入。玩家瘋狂進入Facebook的遊戲粉絲團抱怨，官方表示將會在8/17改版時修復，因此屆時無法進行遊戲，官方也在遊戲中發布補償。

### 2014年11月29日駭客入侵官方人員帳號事件
2014年11月29日，摩爾莊園玩家友達（藝名：宮本翔太），以遊戲後台漏洞之方式破解麼麼公主及絲爾特的遊戲管理員（GM）帳號，並且在遊戲內大肆招搖，管理員也立刻查出該用戶的IP與帳號進行永久凍結，後續公司以和解及該用戶需在論壇發布致歉文告終。

## 外部連結
- （繁體中文）台灣淘米投資人專區 （页面存档备份，存于）
- （繁體中文）台灣淘米 （页面存档备份，存于）
- （繁體中文）台灣淘米網 （页面存档备份，存于）
- （繁體中文）台灣淘米論壇 （页面存档备份，存于）
- （繁體中文）台灣淘米手機網